# Ольховский (Нехаевский район)
Ольховский — хутор в Нехаевском районе Волгоградской области России. Входит в состав Тишанского сельского поселения. Население 21 чел. (2010) .

## История
Во время переписи 2002 года входил в Соколовский сельсовет.
В соответствии с Законом Волгоградской области от 24 декабря 2004 года № 977-ОД «Об установлении границ и наделении статусом Нехаевского района и муниципальных образований в его составе», хутор вошёл в состав образованного Тишанского сельского поселения.

## География
Расположен в северо-западной части региона.
Уличная сеть состоит из одного географического объекта: ул. Почтовая
Абсолютная высота 97 метров над уровнем моря.

## Население
| 2010 |
| ---- |
| 21   |

Гендерный состав
По данным Всероссийской переписи населения 2010 года в гендерной структуре населения из 21 человек мужчин — 11, женщин — 10 (52,4 и 47,6 % соответственно).
Национальный состав
Согласно результатам переписи 2002 года, в национальной структуре населения
русские составляли 86 % из общей численности населения в 42 чел..

## Инфраструктура
Почтовое отделение.
Личное подсобное хозяйство.

## Транспорт
Просёлочные дороги.